# 裂峽魮
裂峽魮（学名：Hampala ampalong）为輻鰭魚綱鯉形目鲤科的其中一種，分布於亞洲蘇門答臘及婆羅洲北部，體長可達15.5公分。